# Kurwaldbahn

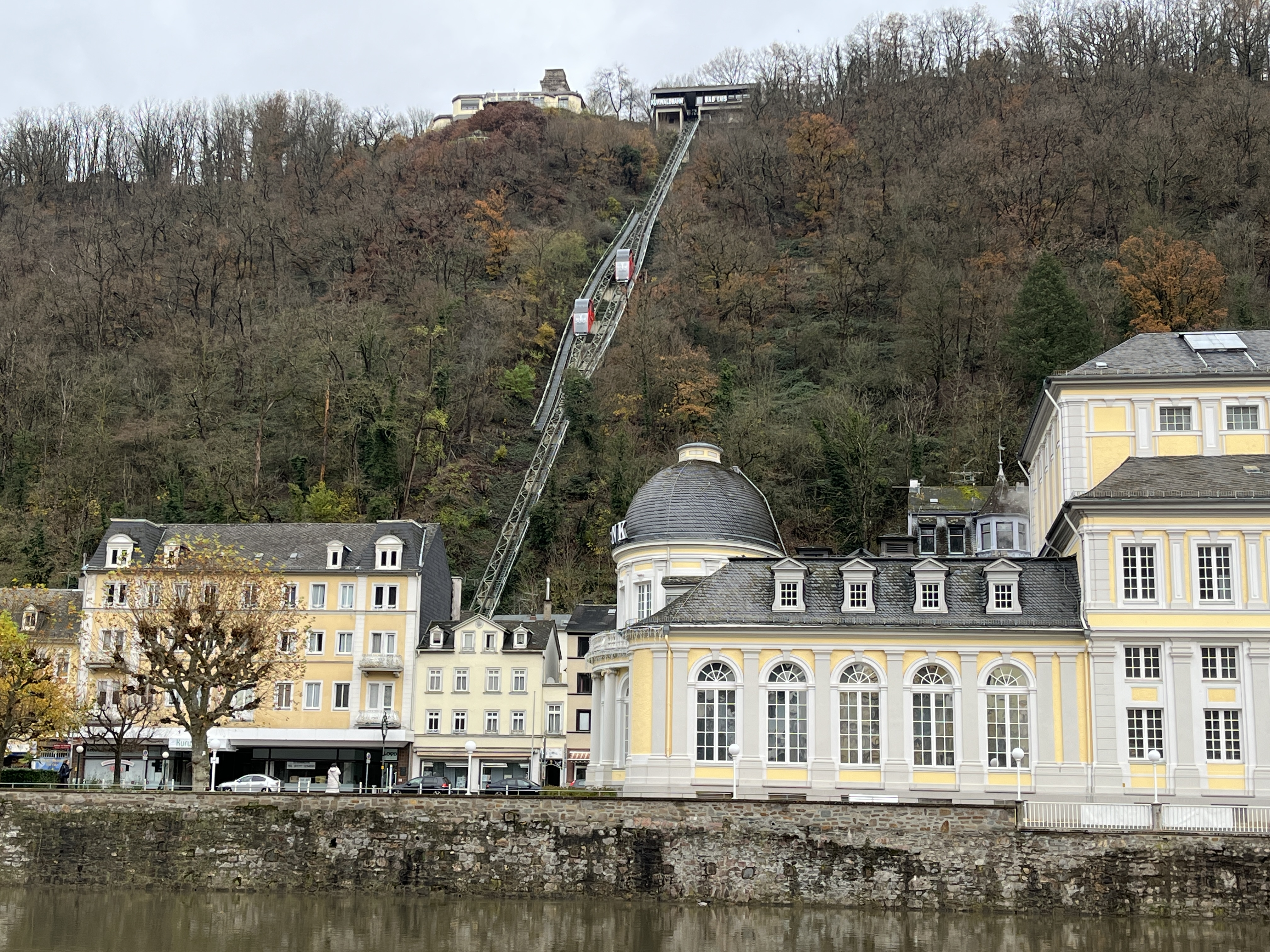
Kurwaldbahn, Perspektive vom gegenüberliegenden Ufer der Lahn, 2023

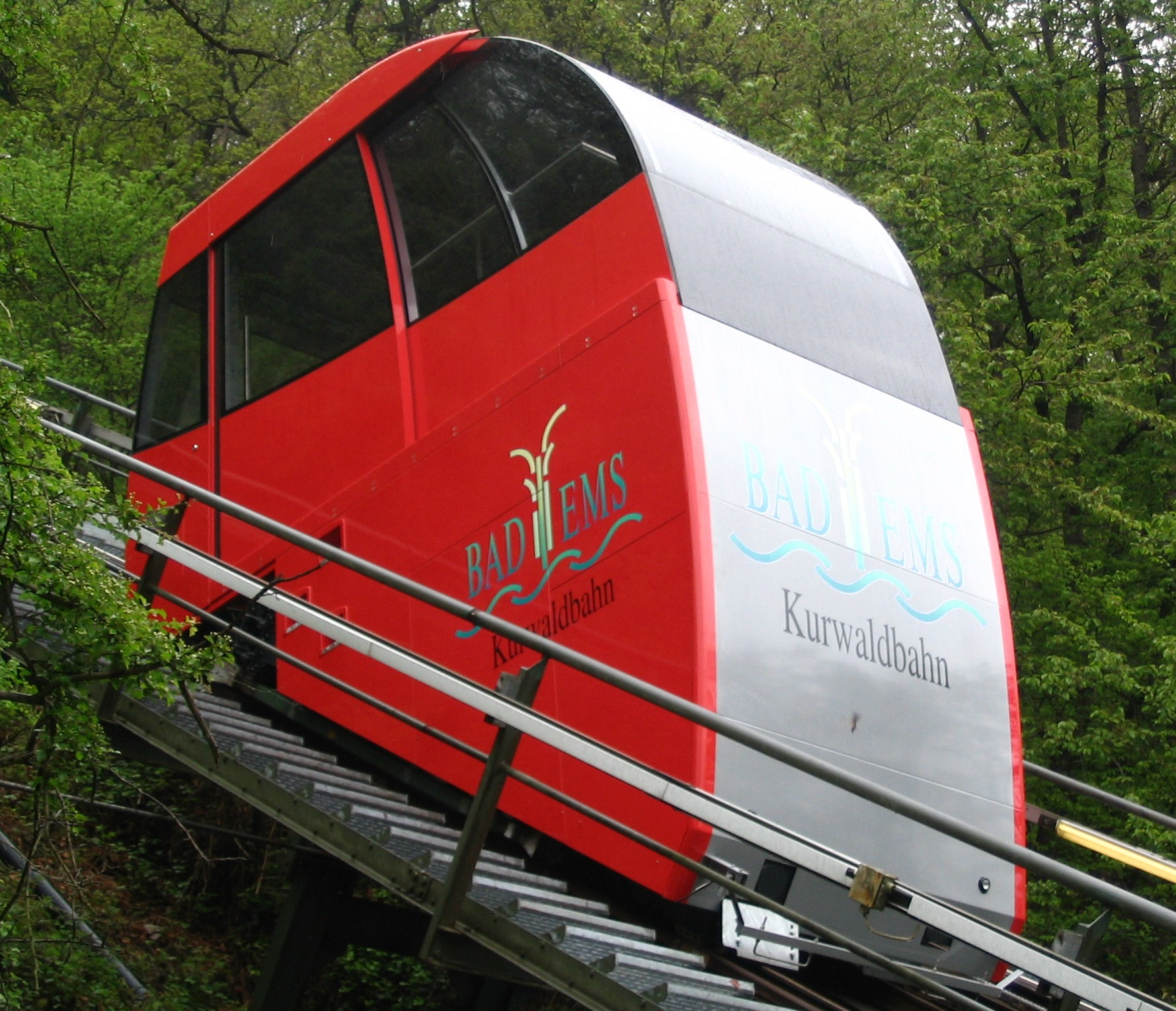
Nahansicht eines Wagens der Kurwaldbahn Bad Ems (2005)

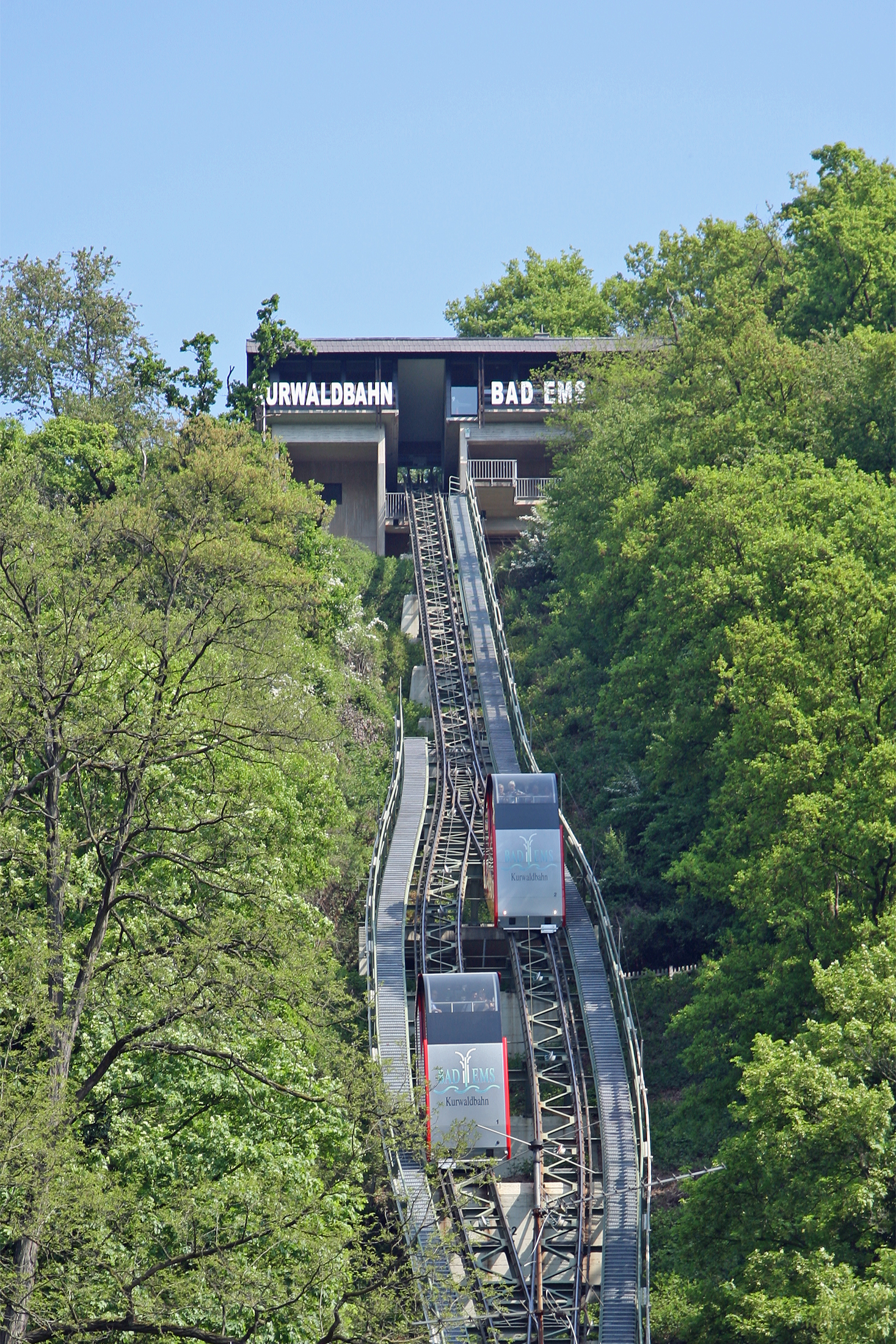
Strecke der Kurwaldbahn

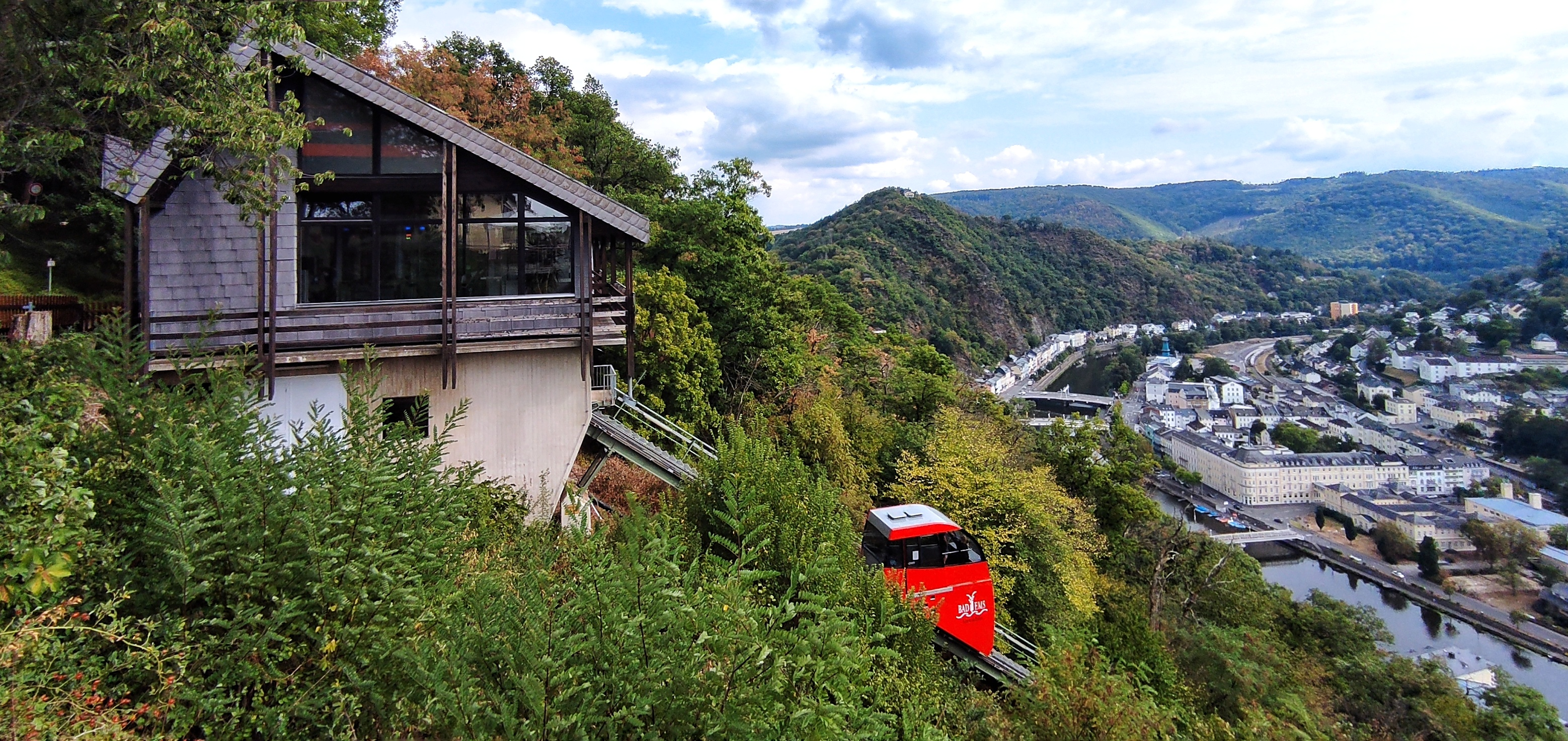
Bergstation, Wagen von der Seite, Panorama, 2022

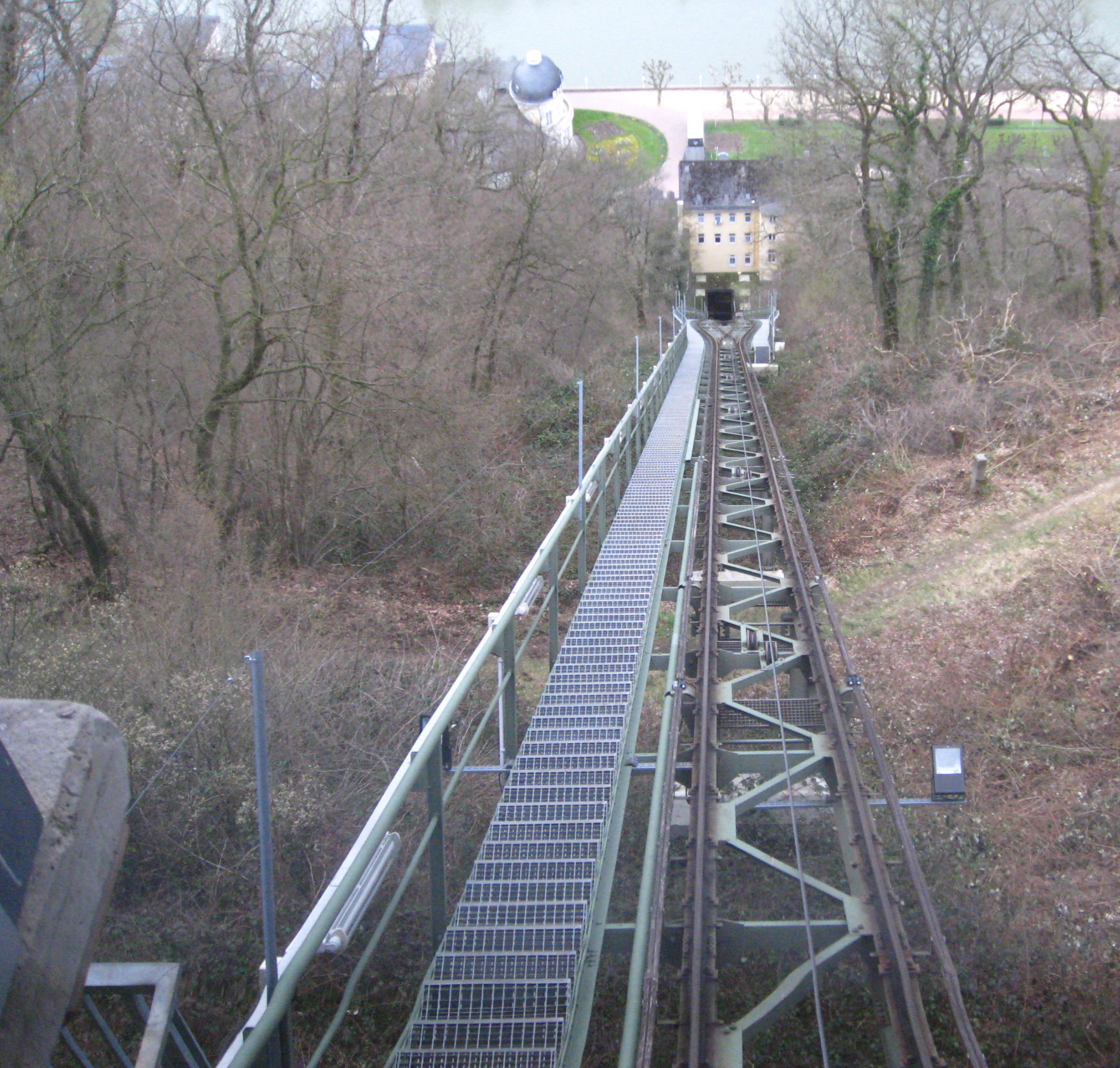
Strecke der Kurwaldbahn (Blick von der Bergstation)

Die Kurwaldbahn (auch Kurwaldbahn Bad Ems) ist eine im Jahre 1979 eröffnete, vollautomatisch gesteuerte Standseilbahn zwischen Bad Ems und dem Kurgebiet auf der Bad Emser Bismarckhöhe.

## Geschichte
Die  im Jahr 1979 in Betrieb genommene Bahn erlebte im Frühjahr 2005 vor dem Rheinland-Pfalz-Tag für ca. 1,5 Millionen Euro eine grundlegende Renovierung. Hierbei wurden die Wagen der ersten Generation durch neue Fahrzeuge des Schweizer Herstellers Garaventa (Doppelmayr/Garaventa-Gruppe) ersetzt. Die Talstation befindet sich versteckt hinter der denkmalgeschützten Fassade einer Hotel- und Wohnanlage. Die Bergstation liegt auf der Bismarckhöhe, einem Kurgebiet mit Hotelanlage und Bismarckturm. Die bei Einheimischen kursierende volkstümliche Bezeichnung der Bahn als Asthmarutsche oder Röchelexpress spielt auf die Kliniken für Atemwegserkrankungen an der Bergstation an.
Die Bahn verkehrt täglich zwischen 6:15 Uhr und 8:00 Uhr alle sieben Minuten und ab 8:00 Uhr bis 22:30 Uhr alle zehn Minuten. Sie liegt gegenüber der 1979 stillgelegten Malbergbahn am anderen (nördlichen/rechten) Ufer der Lahn.

## Technik
Die Kurwaldbahn ist eine elektrisch betriebene und vollautomatisch gesteuerte Standseilbahn nach dem System Abt, sie ist in Meterspur ausgeführt. In der Bergstation befindet sich die Überwachungszentrale der Bergbahn, die meist besetzt ist. Die Strecke ist auf einer Stahlkonstruktion befestigt, die auf 21 Fundamenten ruht. Jeder der beiden Wagen hat einseitig Räder mit Doppelspurkränzen und jeweils gegenüber spurkranzlose Rollen, die ein Überfahren der zungenlosen Ausweiche (Abtsche Weiche) gestatten. Das Gleis ist 220 m lang und überwindet mit einer maximalen Steigung von 78 % einen Höhenunterschied von 132 Metern. Die Fahrzeit beträgt 70 Sekunden bei einer Geschwindigkeit von 14 km/h. In den beiden Wagen können jeweils maximal 25 Personen transportiert werden. Pro Jahr werden ca. 100.000 Fahrgäste befördert.